# Ruppelstein
Der Ruppelstein, auch Ruppenstein genannt, ist ein 762,7 m ü. NHN hoher Berg des Schwarzwälder Hochwaldes (Hunsrück) im Landkreis Birkenfeld in Rheinland-Pfalz.
Der Ruppelstein liegt nordwestlich von Börfink. Auf seinem Gipfel steht ein Richtfunkturm der Bundeswehr.